# São Vicente do Pigeiro
Santo Vicente do Pigeiro is een plaats (freguesia) in de Portugese gemeente Évora en telt 436 inwoners (2001).